# Redmond
Redmond — российская торговая марка, принадлежащая компании ООО «Редмонд», под которой осуществляется контрактное производство бытовой техники. Специализируется на продаже умной техники, мультиварок, грилей, пылесосов и роботов-пылесосов, кофеварок, в ассортимент входит и другая малая бытовая техника для кухни и дома.
Головной офис компании находится в Санкт-Петербурге, представительства открыты во Владивостоке, Екатеринбурге, Москве, Новосибирске и Ростове-на-Дону. Функционирует собственная монобрендовая сеть: более 60 фирменных магазинов в 22 городах РФ.

## История
В 2006 году зарегистрирована торговая марка «Redmond».
В 2007 году зарегистрирована компания Redmond Industrial Group в США.
В 2010 году в России продана первая мультиварка Redmond.
В 2013 году это бренд №1 по продаже мультиварок на территории СНГ. 
В 2014 году на отечественный рынок выведена целая серия домашних устройств Redmond с управлением через смартфон. 
В 2012—2014 годах с компанией были связаны скандалы о недобросовестном вытеснении конкурентов методом «патентных войн» на рынках РФ и Украины.
В 2013 году ООО «Технопоиск» передало исключительное право на товарный знак ООО «Редмонд», которое затем предоставляло право использования товарного знака ООО «Технопоиск» до марта 2024 года, когда договор был расторгнут.  
В 2014 году компания приобрела землю под строительство склада в Шушарах, сделка стала крупнейшей в складском сегменте РФ за год.
В 2022 году была продана миллионная мультиварка Redmond RMC-M90, самая популярная модель по итогам продаж 2016-2022 годов.
В 2021 году роботы-пылесосы, а в 2022 году — электрические чайники Redmond – в тройке лидеров по объёму продаж в товарной категории.
В 2023 году компанией было разработано новое приложение для управления умной техникой Ready for Sky REDMOND.
В 2023 году Redmond вошел в ТОП-10 любимых брендов россиян в категории «Бытовая техника», по данным исследования Online Market Intelligence. В этому же году Redmond – второй среди самых популярных российских брендов электроники.
В 2024 году компания вступила в «Ассоциацию менеджеров России».

## Продукция
В российском ассортименте Redmond — более 50 групп и свыше 1300 наименований техники, но изначально бренд ассоциировался с мультиварками, так как именно в этой категории добился наибольших успехов. Эксперты связывают это с тем, что Redmond одним из первых создал рецепты специально для России, а не адаптировал таковые для азиатских рынков.
Компания стала одним из пионеров на рынке умных устройств в России, выведя на рынок линейку кухонной техники, управляемой со смартфона, в 2014 году. По оценкам экспертов за 2017 год, более половины умных устройств (1,3 млн единиц) было продано под маркой Redmond.
В 2024 году компания приступила к развитию категории товаров для здоровья полости рта: в ассортименте появились ирригаторы и электрические зубные щетки Redmond, которые получили одобрение общественной организации врачей — «Ассоциации стоматологов России». 

## Награды и достижения
В 2014 году в голосовании «Лучшая бытовая техника 2014 года», проводившимся Mail.ru, первое место заняла мультиварка Redmond.
В том же году компания заняла первое место в голосовании «Выбор читателей» портала iXBT.com в категории «Кухонная техника».
По оценке М.Видео за 2015 год, Redmond занимал первое место по продажам в категории «Мультиварка».
Redmond — лауреат премии «Dobra Marka» в Польше 2015 году.
В 2022 году компания стала лауреатом премии «Народная марка» в категориях «Мультиварка» и «Электрогриль».
В 2023 году фен Redmond HD1700 с возможностью выбора температуры и технологией для бережной сушки волос стал лауреатом премии Bestforbeauty в двух номинациях — «Выбор потребителей» и «Лучший фен».
В 2024 году Redmond получил премию «Лучший социальный проект года» за совместную инициативу с благотворительной организацией «Перспективы» — картины «особенных художников» были перенесены на съемные крышки роботов-пылесосов. Этот проект реализован в рамках программы корпоративной социальной ответственности «С заботой, Redmond», которую компания проводит с 2021 года. 

## Критика
Основные претензии к компании высказываются по поводу введения потребителя в заблуждение якобы американским происхождением компании. Однако компания зарегистрирована в России и адрес в США использован только для формальной регистрации юридического лица, которое не занимается производством или продажей бытовой техники.
В 2013 году ООО «Технопоиск» зарегистрировало права на товарный знак «Multicook», после чего исключительные права были переданы ООО «Редмонд». После этого компания стала рассылать требования в магазины об изъятии мультиварок фирмы «Polaris», нарушив ч. 2 ст. 14 Закона о защите конкуренции.
Согласно словам представителя компании «М.Видео» А. Пантелеева, такие действия не приносят пользы ни инициатору, ни рынку.
ФАС признала действия Redmond недобросовестной конкуренцией.
Штраф в адрес ООО «Технопоиск» и ООО «Редмонд» составил 600 тыс. рублей.
Аналогичные действия по захвату товарного знака предпринимало украинское отделение компании, что, по мнению издания РБК-Украина, свидетельствует о том, что компания занимается патентным троллингом.
В 2015 году в результате судебного иска, поданного компанией Bork, Redmond получила запрет на продажу соковыжималки RJ-M900 на территории России. Суд признал факт копирования Redmond дизайна соковыжимателя компании Bork. Оформленный в 2008 году патент компании Bork позволил требовать взыскания в качестве компенсации за реализацию крайне похожей продукции. Как отмечает Даниил Головин (ZOOM.CNews), полная идентичность как внешнего вида, так и технических характеристик продукции компании с аналогичной продукцией других компаний характерна для товаров, произведенных по OEM-контракту.